# William Ferrel
William Ferrel (Bedford megye  (ma Fulton megye), Pennsylvania, 1817. január 29. – Martinsburg, Nyugat-Virginia, 1891. szeptember 18.) amerikai meteorológus, az elméleti meteorológia egyik megalapozója

## Életpálya
Tanítóként1857-ig tevékenykedett. A matematikai, fizikai ismereteit főként önképzéssel szerezte. 1844-ben a Bethany College hallgatója. Ezután egyre több publikációja jelent meg. Felkérték, hogy legyen az American Ephemeris and Nautical Almanac munkatársa. 1867-től Benjamin Peirce hívására a US Coast and Geodetic Survey munkatársa lett. 1882-ben a United States Army Signal Service-hez csatlakozott. Ez a szervezet alakult át az Egyesült Államok Időjárási Hivatalává.

## Tudományos munkája
Az elméleti meteorológia egyik megalapozója. Legfontosabb eredménye a Föld-forgás légköri mozgásokra és óceáni áramlásokra való hatásának leírása volt, ezzel kimutatta a róla elnevezett Ferrel-cellák létezését. A légáramlás-modell a Föld közepes szélességeire, amelyet a futóáramlások modellje váltott fel. Alapvető munkát végzett az árapály-jelenségek vizsgálatában is.
Az általa 1880-ban tervezett gép, mely az árapály maximumának és minimumának előrejelzésére szolgált, évtizedekig volt használatban az Amerikai Egyesült Államokban.